# Bund der Hotel-, Restaurant- und Cafeangestellten
Der Bund der Hotel-, Restaurant- und Café-Angestellten war eine freie Gewerkschaft in der Weimarer Republik.
Der Bund wurde 1920 gegründet und fusionierte im gleichen Jahr mit dem Verband der Gastwirtsgehilfen (1897 gegr.) und dem Verband der Köche (1893 gegr.) zur Gewerkschaft Zentralverband der Hotel-, Restaurant- und Café-Angestellten.
Die freie Gewerkschaft ist verschieden zur christlichen Gewerkschaft Bund der Hotel-, Restaurant- und Cafe-Angestellten – Union Ganymed (bis 1920: Genfer Verband und Deutscher Kellnerbund – Union Ganymed).